# Berényi Margit
Berényi Margit (Vágó Gáborné) (Lugos, 1900. december 1. – Szeged, 1945. december 11.) romániai magyar festő.

## Életpályája
Szülei: Berényi Antal és Lovászi Mária voltak. Kolozsváron 1923-ban Ács Ferenc festőiskolájában, majd mint a román állam ösztöndijasa Nagybányán Thorma Jánosnál tanult. 1924-ben Papp János budapesti képzőművészeti tanár akadémiai jellegű festőiskolájába járt. 1925–1927 között Rómában az olasz akadémián képezte tovább magát. 1928–1930 között Budapesten arcképeket festett, Jászberényben festőiskolája volt. 1930-tól Erdélyben élt. 1941-ben vastagbélrákot diagnosztizáltak nála.
Rómában készítette el Giovanna Anfida Thouret r-alapitó oltárképét (a Borgo Santo Spiriton az általa alapított kórház kápolnájában helyezték el). Olasz előkelőségek portréját festette meg.